# David Antón Guijarro
David Antón Guijarro (ur. 23 czerwca 1995 w Madrycie) – hiszpański szachista, arcymistrz od 2013 roku.

## Kariera szachowa
Wielokrotnie startował w finałach mistrzostw Hiszpanii juniorów w różnych kategoriach wiekowych, m.in. zdobywając cztery złote medale (w kategorii do 14 lat – 2009, do 16 lat – 2010, 2011 oraz do lat 18 – 2013). Był również wielokrotnym reprezentantem kraju na mistrzostwach świata i Europy juniorów, dwukrotnie zdobywając medale: srebrny (Al-Ajn 2013 – MŚ do 18 lat) oraz brązowy (Albena 2011 – ME do 16 lat). W 2014 r. zdobył w Erywaniu srebrny medal indywidualnych mistrzostw Europy.
Normy na tytuł arcymistrza wypełnił w latach 2012 (w Saragossie i Huescy) oraz 2013 (w Dallas).
Do innych sukcesów Davida Antóna Guijarro w turniejach indywidualnych należą m.in.: II m. w mistrzostwach Madrytu (2010, za Javierem Moreno Ruizem), dz. III m. w Madrycie (2011, memoriał Olivera Gonzaleza, za Davidem Lariño Nieto i Ibragimem Chamrakułowem, wspólnie z m.in. Olegiem Korniejewem i Renierem Vázquezem Igarzą), I m. w Saragossie (2012), V m. w San Agustín (2012, finał indywidualnych mistrzostw Hiszpanii), dz. III m. w Dallas (2013, za Julio Sadorrą i Parimarjanem Negim, wspólnie z m.in. Alejandro Ramírezem i Ioanem-Cristianem Chirilą), dz. I m. w Deizisau (2013, turniej Neckar-Open, wspólnie z m.in. Étienne Bacrotem, Richárdem Rapportem i Arkadijem Naiditschem) oraz V m. w Linares (2013, finał indywidualnych mistrzostw Hiszpanii).
W 2014 r. reprezentował Hiszpanię na szachowej olimpiadzie w Tromsø.
Najwyższy ranking w dotychczasowej karierze osiągnął 1 marca 2020 r., z wynikiem 2703 punktów zajmował wówczas 35. miejsce na światowej liście FIDE oraz 2. miejsce (za Francisco Vallejo Ponsem wśród hiszpańskich szachistów.